# Convento degli Agostiniani (Lecce)
Il convento degli Agostiniani, insieme alla chiesa di Santa Maria d'Ognibene, è un complesso architettonico della città di Lecce.

## Storia
Fu fondato il 18 aprile 1649, in un'area donata ai monaci dall'università che, dieci anni prima (13 marzo 1639) aveva deliberato di accogliere in città l'ordine agostiniano. 
Questi ultimi andarono via con la soppressione dell'ordine nel 1810 e dopo vi furono fino al 1866 i minori osservanti che fondarono una scuola di filosofia esistita fino al 1852. 
Senza nessun motivo di rilievo, la chiesa fu poi sconsacrata e diventò prima magazzino comunale e poi sartoria militare fino agli anni sessanta del XX secolo.

## Descrizione
Il complesso architettonico è costituito da una parte storicamente rilevante, corrispondente all'antico monastero degli Agostiniani scalzi e da un'area recintata del giardino nel quale sono ubicate le strutture dei vecchi ambienti militari di servizio già adibite a depositi.
Attigua al convento è la chiesa barocca, conosciuta anche come "Santa Maria di Ognibene", a due ordini e con ancora quattro statue nelle loro nicchie. La facciata è conclusa da un timpano spezzato che accoglie la statua della Madonna col Bambino. L'interno è a navata unica e a croce latina, con tre cappelle per lato e intercomunicanti. L'altare maggiore non è più esistente, mentre ai lati sono rimasti a sinistra di chi entra, quattro altari di età barocca e a destra quattro altari di periodo ottocentesco. Al centro della crociera si innalza una cupola. La chiesa veniva anche chiamata dei Coronatelli in quanto i Padri Agostiniani scalzi veneravano la Vergine Incoronata.
L'intero complesso architettonico è stato restaurato ed aperto al pubblico nel maggio del 2017 con il completamento degli spazi esterni e del Giardino di Ogni Bene, il giardino produttivo con frutteto caratterizzato da specie arboree autoctone e tipiche del paesaggio agrario salentino (querce, cipressi  e specie da frutto) ed orti ornamentali con specie erbacee perenni aromatiche e da fiore.

### Il giardino
Scarse e frammentarie sono le notizie riferibili al giardino. Da alcuni atti di vendita trovati presso l’Archivio di Stato si ha notizia che lo stesso fosse noto come Giardino d’Ogni Bene e che la sua superficie fosse originariamente ben più vasta dell’attuale. Gli stessi documenti testimoniano che il giardino ha avuto sin dalla sua origine una funzione prevalentemente produttiva. Documentabile era la presenza di fichi, melograni, viti ed agrumi.
Nel tempo con l’alternarsi di diversi proprietari e destinazioni d’uso, con lunghi periodi di abbandono fino ai nostri giorni, il giardino aveva perso per intero il suo assetto stratificato.
L’assetto attuale del giardino, con la sua sobria compartimentazione in aiuole regolari disposte lungo assi ortogonali, è frutto di una rievocazione progettuale che tende a suggerire quali potessero essere le coltivazioni presenti un tempo. La distribuzione e ripetizione di aiuole di dimensioni e geometrie simili sono un chiaro riferimento sia al tema della classificazione botanica, che alla semplice orditura dei campi in piccole parcelle. L’impiego di materiali lapidei tipici della tradizione locale, accanto ad altri di uso più attuale, non tradisce la chiara datazione contemporanea del giardino.
Il giardino di Ogni Bene
Il giardino è suddiviso in aree riconoscibili: il frutteto con gli orti ornamentali con specie erbacee aromatiche, la vigna con i vitigni tipici del Salento, la piazza degli alberi di Giuda, un viale con bellissimi melograni, il giardino dei fiori ed il percorso perimetrale con specie tipiche della macchia mediterranea. Tutti gli alberi e una parte delle specie vegetali è provvista di cartellini per l’identificazione botanica.
Il pergolato in pietra leccese abbellito da glicini ed iris, è stato ricostruito e posizionato sull’asse di un’analoga struttura, documentata nell’ambito della sorveglianza archeologica, verosimilmente risalente al periodo dell’occupazione militare del convento. 
Il giardino ha una forte valenza didattica per chi ama le piante ed osservare il loro mutare nelle diverse stagioni ed invita ad una fruizione rispettosa dei luoghi e della bellezza e fragilità della natura.